# Kurošio
Tok Kurošio (黒潮 "črna plina", tudi "Japonski tok") je tok, ki teče proti severu na zahodu severnega Tihega oceana. Podoben je Zalivskemu toku, saj je močan, smer pa mu določa obala na zahodu oceana. Spada k severno-pacifiškemu krožnemu toku. 

## Lastnosti
Kurošio izvira ob obali Luzona pri Filipinih in teče severovzhodno mimo Japonske, kjer se zliva v Severnopacifiški tok. Je le nadaljevanje Severnoekvatorialnega toka, ki prinaša toplo vodo v severni Tihi ocean. Gre za analog Zalivskega toka, saj prinaša toplo tropsko vodo do polarnih regij. Zaradi temnomodre barve se imenuje "črni tok", včasih pa tudi "Japonski tok" (日本海流 Nihon Kajrju).
Njegovo pot južno od Japonske sporočajo vsak dan. Skupaj s Severnoekvatorialnim tokom na jugu, Kalifornijskim tokom na vzhodu in Severnopacifiškim tokom tvorijo severno-pacifiški krožni tok. Njegove tople vode vzdržujejo koralne grebene na Japonskem, najsevernejše na svetu. Veja Kurošia, ki teče v Japonsko morje, se imenuje Tok Cušima.

### Biološke lastnosti
Nekateri tržno pomembni morski organizmi se morajo tekom življenja pomikati s tokovi, ki jih omejuje celina na zahodu ocena. Primera tega sta Kurošio in Zalivski tok. Subtropski deli oceanskih krožnih tokov so pomembne regije primarne produkcije (količina fiksiranega ogljikovega dioksida v organsko maso); fiksacija ogljikovega dioksida v teh vodah prispeva velik delež porabe toplogrednega plina.
Satelitske like kažejo meandriranje in tvorbe turbulentnih vrtincev ob stiku s Ojašiom v velikosti 100-300 km. Lastnosti vrtincev so odvisne od njihovega izvora. Če se tvorijo med tokom in japonsko obalo, lahko povlečejo veliko količino vode s kontinentalne police na eni strani vrtinca, na drugi pa jo dodajajo. Dlje od večjega toka kot nastanejo, manj energije imajo in manjši so. Ciklonski vrtinci lahko povzročajo pojav apveelinga, ki prinaša hladne, s hranili bogate tokove, na površje, kar poviša produktivnost morja. Biološke posledice na populacije mladih rib so ogromne. Apveling pomembno vpliva na primarno produkcijo po svetu.

## Produkcija
Kurošio je topel tok s povprečno površinsko temperaturo 24 °C. Proizvaja male in srednje vrtince in spada med srednje do visokoproduktivne ekosisteme (primarna produkcija 150-300 gramov ogljika na kvadratni meter na leto). Obalna območja so visoko produktivna. Najvišja vrednost klorofila je na 100 metrih globine.
Obstajajo indikacije, da vrtinci prispevajo k preživetju ribjih larv, ki jih tok nosi. Biomasa planktona variira čez leto in je najvišja v vrtincih od robu Kurošia. "Obroči s toplim jedrom" niso znani po visoki produktivnosti, česar pri Kurošiu ne opazimo, saj je produktivnost enakomerno porazdeljena po obročih. Ko se takšen sistem odcepi od toka, se na robovih začne pojavljati apveling, ob pomikanju proti severu pa se tudi konvekcijsko meša zaradi površinskega hlajenja vode. Iz globine se dviga bogata voda in ker imajo te sistemi neodvisen temperaturni režim od okolice, lahko pride do spomladanskega porasta planktona, čeprav ga na okoliških policah ni.

### Ribe
Biomasa rib je odvisna od položaja na prehranjevalni verigi, primarne produkcije in oceanskih ter atmosferskih razmer. V regiji Kurošio-Ojašio je ulov rib odvisen od oceanografskih razmer, kot je prodiranje Ojašia in velikega Kurošijevega meandra južno od Honšuja. Ojašio vsebuje bolj hladno in svežo vodo kot so navadno vzhodnem Honšuju. Vdiranje rib vpliva na biomasu, ulov in preživetje (do odraslosti) pri mnogih ribjih vrstah, kot so sardele. Ko je Ojašio dobro razvit in prodira na jug, je višja produkcija sardin, ko pa je razvit meander, je višje preživeje in ulov, saj je meander v bližini južnih sardinjih drstišč.

### Lignji
Japonski ligenj (Todarodes pacificus) se deli na tri subpopulacije, ki se razmnožujejo pozimi, poleti in v jeseni. Zimska skupina je povezana s Kurošiom. Ko se drsti od januarja do aprila v Vzhodnokitajskem morju, potujejo larve s tokom na sever, nato pa se ujamejo med Honšujem in Hokaidom čez poletje. Poletno drstenje poteka v drugem delu Vzhodnokitajskega morja, larve pa potujejo s tokom Cušima v Japonsko morje, kjer se sreča s Primorskim tokom. Na stičišču tokov juh lahko lovijo. Lignji uporabljajo tople vode za razvoj jajčec in ličink, nato pa s tokom, ki jih ponese od vzhodnega roba oceana, dosežejo bogate severne vode. Letni ulov lignjev narašča že od osemdesetih. Zaradi podnebnih sprememb se jesenska in zimska drstišča prekrivajo. Zimska drstišča na kontinentalni polici in nagibu pa tudi v Vzhodnokitajskem morju se širijo.